# Перчваж
Перчваж — река в России, протекает в Нижегородской области и Кировской области. Устье реки находится в 158 км по правому берегу реки Большой Кундыш. Длина реки составляет 11 км, площадь водосборного бассейна — 36,4 км².
Исток реки у деревни Селезни Шарангского района Нижегородской области. Река течёт на северо-восток, почти всё течение за исключением нескольких сот метров перед устьем течёт по Нижегородской области, устье — в Кикнурском районе Кировской области. Течёт через деревни Селезни, Перчваж и Фокино. Впадает в Большой Кундыш у деревни Падерино.

## Данные водного реестра
По данным государственного водного реестра России относится к Верхневолжскому бассейновому округу, водохозяйственный участок реки — Волга от Чебоксарского гидроузла до города Казань, без рек Свияга и Цивиль, речной подбассейн реки — Волга от впадения Оки до Куйбышевского водохранилища (без бассейна Суры). Речной бассейн реки — (Верхняя) Волга до Куйбышевского водохранилища (без бассейна Оки).
Код объекта в государственном водном реестре — 08010400712112100000848.